# Кључ (алат)
Кључ за шестоугаону главу вијка или навртке (колоквијално "матице") служи за притезање вијака или навртки са шестостраном главом. Вијци са цилиндричном главом са унутрашњим шестоугаоним притежу се инбус кључем. Вијци са посебним жлебовима на глави вијка притежу се специјалним кључевима. Простор потребан за притезање и отпуштање вијка зависи о врсте вијка, односно потребној врсти кључа. Најмање је места потребно за инбус шрафове па се они могу сместити непосредно један уз други.

## Врсте кључева
|  | Назив                                 | Стандард     | Опис | Група                            |
|  | ------------------------------------- | ------------ | --- | -------------------------------- |
|  | Окасти кључ                           | ISO 10104    | Служи за притезање вијака са шестостраном главом                                                                       | Стандардни алат                  |
|  | Кључ за свећице                       |              | Служи за притезање свећица у аутомобилима                                                                              | Специјални алат                  |
|  | Комбиновани виљушкасто-окасти кључ    | ISO 7738     | Служи за притезање вијака са шестостраном главом                                                                       | Стандардни алат                  |
|  | Виљушкасти кључ                       | ISO 10102    | Служи за притезање вијака са шестостраном главом                                                                       | Стандардни алат                  |
|  | Просечени кључ                        |              | Служи за притезање матица на цевима                                                                                    | Специјални алат                  |
|  | Стандардна чегртуша                   |              | Систем за промену смера уграђен директно у механизам рачне. Неколико од 44 зуба поуздано преноси велики окретни момент | Специјални алат                  |
|  | Кукасти кауч                          | DIN 1810     | | Стандардни алат                  |
|  | Виљушкасти ударни кључ                | DIN 133      | Може се употребити чекић за јаче притезање                                                                             | Стандардни алат                  |
|  | Подешавајући кључ                     | ISO 6787     | | Стандардни алат                  |
|  | Стега кључ                            |              | | Стари алат                       |
|  | Робусна клешта за цеви                |              | | Специјални алат                  |
|  | Насадни кључ са чегртаљком            | ISO 2725 - 1 | | Специјални алат                  |
|  | Насадни одвијач са чегртаљком         |              | | Специјални алат                  |
|  | Момент кључ                           | ISO 6789     | | Стандардни алат                  |
|  | Инбус кључ                            | ISO 2936     | Инбус слот има шестострани слот, а притеже се инбус (нем. (In)nensechskantschraube (B)auer (u)nd (S)chaurte) кључем    | Стандардни алат                  |
|  | Торк кључ                             |              | | Стандардни алат                  |
|  | Пнеуматска чегртуша                   |              | | Ручни алат са сопственим погоном |
|  | Алигаторски кључ                      |              | | Стари алат                       |
|  | Кључ за гасне резервоаре              |              | M 16 - кључ 27 | Специјални алат                  |
|  | Насадни кључ са Т-ручком              |              | | Специјални алат                  |
|  | Крстасти кључ за аутомобилске гуме    | ISO 6788     | | Стандардни алат                  |
|  | Кључ за уљне филтере са ланцем        |              | | Специјални алат                  |
|  | Клешта за цеви                        | DIN 5234     | | Стандардни алат                  |
|  | Кључ за изливе                        |              | | Специјални алат                  |
|  | Кључ за фиксирање равних жица бицикла |              | | Специјални алат                  |
|  | Виљушкасти закренути кључ             |              | | Специјални алат                  |
|  | Грип клешта за сечење издувних цеви   |              | | Специјални алат                  |
|  | Ланчани кључ                          |              | | Специјални алат                  |
|  | Кључ за нарезнице                     |              | | Специјални алат                  |
|  | Кључ за клавир                        |              | | Специјални алат                  |

## Величина кључа за стандардне шрафове са шестоугаоном главом
Величина кључа за стандардне вијке и навртке са шестоугаоном главом:
| Метарски навој      | M1,6 | M2 | M2,5 | M3  | M4 | M5 | M6 | M8 | M10 | M12 | M16 | M20 | M24 | M30 | M36 | M42 | M48 | M56 | M64 |
| Величина кључа (mm) | 3,2  | 4  | 5    | 5,5 | 7  | 8  | 10 | 13 | 17  | 19  | 24  | 30  | 36  | 46  | 55  | 65  | 75  | 85  | 95  |

Величина кључа за нестандардне шрафове са шестоугаоном главом:
| Метарски навој      | M7 | M14 | M18 | M22 | M27 | M33 | M39 | M45 | M52 | M60 | M68 |
| Величина кључа (mm) | 11 | 22  | 27  | 32  | 41  | 50  | 60  | 70  | 80  | 90  | 100 |